# 1971年の政治
1971年の政治（1971ねんのせいじ）では、1971年（昭和46年）の政治分野に関する出来事について記述する。
この年の最大のニュースは何といってもバングラデシュの独立だろう。東パキスタンが独立を求めて内戦を起こし、これにインドが介入して第三次印パ戦争がインドの勝利に終わった結果、東パキスタンがバングラデシュとして独立した。他に、トルコ・タイでクーデター、中国でクーデター未遂が起こるなど、アジアは激動の一年であった。また、石油輸出国機構が原油価格を値上げする方向性を打ち出したことは、その後のオイルショックの伏線となった。これに対し、欧米諸国は東ドイツの政権交代があったものの、おおむね安定していたといえる（ただし、経済的には1971年はニクソン・ショックの年である）。

## できごと
- ラグビー南アフリカ代表のオーストラリア遠征がきっかけとなり、オーストラリア国内でアボリジニ差別に対する意識が高まり、南アフリカとのスポーツ交流断絶につながった。
- ネヴィル・ボナーがアボリジニで初のオーストラリアの国会議員になる。
- 東パキスタンで内戦。その後、第三次印パ戦争(バングラデシュ独立戦争)に発展。
- サウジアラビアとクウェートの間にあった中立地帯の管理が分割される。
- 石油輸出国機構が原油価格を値上げする方向性を打ち出す。

### 3月
- 3月12日 - トルコでクーデター。
- 3月22日 - アルゼンチンでアレハンドロ・ラヌセが大統領になる。
- 3月26日 - 第三次印パ戦争開始。（ - 12月16日）

### 4月
- 4月27日 - この日行なわれた韓国の大統領選挙で与党民主共和党の大統領候補朴正煕が、野党新民党の金大中候補を抑えて3回目の当選

### 5月
- エーリッヒ・ホーネッカーがヴァルター・ウルブリヒトに代わる東ドイツの指導者に選出された。
- 5月25日 - この日行なわれた韓国の総選挙で、野党新民党が躍進。与党民主共和党は過半数は維持するも、憲法改正に必要な3分の2を確保できず。
- 5月27日 - エジプトとソビエト連邦が友好条約を締結。

### 6月
- 6月17日 - 沖縄返還協定に調印。衛星中継によりワシントンと沖縄で同時に行われる。

### 7月
- ヘンリー・キッシンジャーがひそかに中華人民共和国を訪れる。
- 7月1日 - 環境庁発足。
- 7月5日 - 第3次佐藤内閣改造内閣成立。外相に福田赳夫、通産相に田中角栄。
- 7月17日 - 重宗雄三参議院議長の三選が政治問題となり、重宗議長は三選不出馬。後任の議長に河野謙三が選出される。

### 8月
- 8月21日 - 自由党の上院議員候補の名簿を発表する集会の最中に爆発。フェルディナンド・マルコスは人身保護令状を保留した。

### 9月
- 9月3日 - ベルリン協定締結。
- 9月13日 - この直前にクーデターを試みるも失敗した林彪が墜落死。

### 10月
- ヘンリー・キッシンジャーがひそかに中華人民共和国を訪れる。
- 10月25日 - 国際連合における中華民国の席を中華人民共和国に置き換える、国連総会第2758号決議が採択される。

### 11月
- ペルシャ湾の入り口にある三つの島をイラン軍がコントロール下に置く。
- 11月17日 - タノーム・キティカチョーンによるクーデターにより、軍事政権から民政化が進められていたタイが軍事政権に逆戻り。

### 12月
- 12月2日 - アラブ首長国連邦成立。
- 12月3日から12月16日 - 第三次印パ戦争。インドが圧勝。結果、東パキスタンがバングラデシュとして独立。
- 12月6日 - 大韓民国の大統領朴正煕が国家非常事態を宣言。

## 参考項目
- エーリッヒ・ホーネッカー
- 石油輸出国機構
- バングラデシュ
- 林彪
- en:Alejandro Lanusse
- en:Henry Kissinger
- en:History of Australia since 1945
- en:History of Germany since 1945
- en:History of Iran
- en:History of Modern Egypt
- en:History of Saudi Arabia
- en:History of South Korea
- en:History of Thailand (1932-1973)
- en:History of the German Democratic Republic
- en:History of the Philippines (1965-1986)
- en:Multi-Party Period of Republic of Turkey
- en:Pahlavi dynasty
- en:Pakistan
- en:Timeline of Chinese history
- en:UN General Assembly Resolution 2758